# Saint-Yon (Essonne)
Pour les articles homonymes, voir Saint-Yon.
Saint-Yon (prononcé [sɛ̃t̪ jɔ̃] ) est une commune française située à trente-cinq kilomètres au sud-ouest de Paris dans le département de l'Essonne en région Île-de-France.
Ses habitants sont appelés les Saint-Yonnais.

## Géographie

### Situation

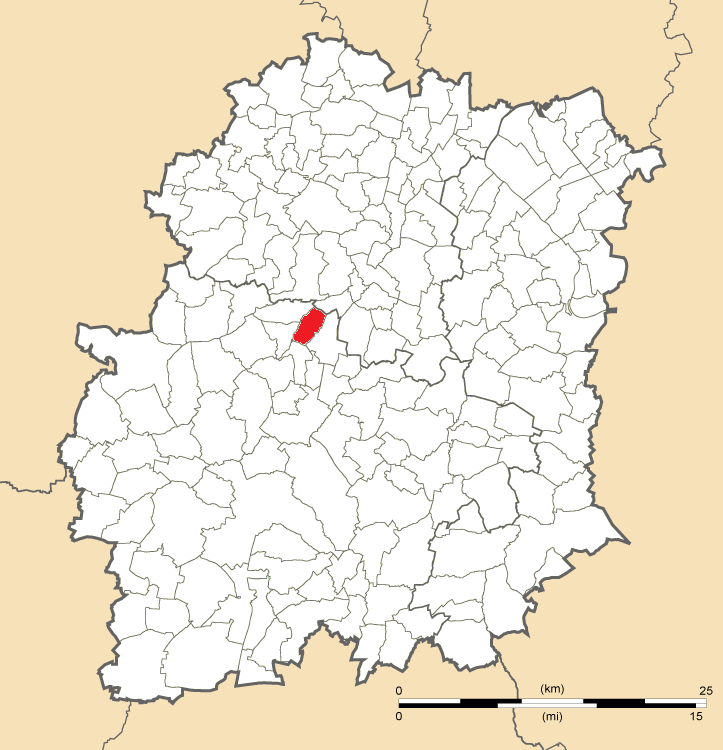
Position de Saint-Yon en Essonne.

Saint-Yon est située à trente-cinq kilomètres au sud-ouest de Paris-Notre-Dame, point zéro des routes de France, vingt kilomètres au sud-ouest d'Évry, quatorze kilomètres au nord-est d'Étampes, six kilomètres au sud-ouest d'Arpajon, onze kilomètres au sud-ouest de Montlhéry, quatorze kilomètres au nord-est de Dourdan, quatorze kilomètres au nord-ouest de La Ferté-Alais, dix-sept kilomètres au sud-ouest de Palaiseau, vingt-deux kilomètres au sud-ouest de Corbeil-Essonnes, vingt-sept kilomètres au nord-ouest de Milly-la-Forêt.

### Hydrographie
La Renarde, affluent de l'Orge, traverse la commune.

### Communes limitrophes
| Breuillet  |                           | Égly                  |
| Breux-Jouy | Saint-Yon                 | Boissy-sous-Saint-Yon |
|            | Saint-Sulpice-de-Favières |                       |

### Climat
Pour des articles plus généraux, voir Climat de l'Île-de-France et Climat de l'Essonne.
En 2010, le climat de la commune est de type climat océanique dégradé des plaines du Centre et du Nord, selon une étude du CNRS s'appuyant sur une série de données couvrant la période 1971-2000. En 2020, Météo-France publie une typologie des climats de la France métropolitaine dans laquelle la commune est exposée à un climat océanique altéré et est dans la région climatique Sud-ouest du bassin Parisien, caractérisée par une faible pluviométrie, notamment au printemps (120 à 150 mm) et un hiver froid (3,5 °C). 
Pour la période 1971-2000, la température annuelle moyenne est de 11 °C, avec une amplitude thermique annuelle de 15,3 °C. Le cumul annuel moyen de précipitations est de 663 mm, avec 11,2 jours de précipitations en janvier et 8 jours en juillet. Pour la période 1991-2020, la température moyenne annuelle observée sur la station météorologique la plus proche, située sur la commune de Fontenay-lès-Briis à 7 km à vol d'oiseau, est de 11,6 °C et le cumul annuel moyen de précipitations est de 696,0 mm,. Pour l'avenir, les paramètres climatiques de la commune estimés pour 2050 selon différents scénarios d'émission de gaz à effet de serre sont consultables sur un site dédié publié par Météo-France en novembre 2022.

### Voies de communication et transports
Le sentier de grande randonnée GR 1 traverse le territoire de la commune.

## Urbanisme

### Typologie
Au 1er janvier 2024, Saint-Yon est catégorisée ceinture urbaine, selon la nouvelle grille communale de densité à sept niveaux définie par l'Insee en 2022.
Elle appartient à l'unité urbaine de Paris, une agglomération inter-départementale regroupant 407  communes, dont elle est une commune de la banlieue,,. Par ailleurs la commune fait partie de l'aire d'attraction de Paris, dont elle est une commune de la couronne,. Cette aire regroupe 1 929 communes,.

### Occupation des solssimplifiée
Le territoire de la commune se compose en 2017 de 87,07 % d'espaces agricoles, forestiers et naturels, 3,74 % d'espaces ouverts artificialisés et 9,19 % d'espaces construits artificialisés.

## Toponymie
Sanctus Ionus en 1186, E. de Sanctus Yono en 1505, Sanctus Yvonius, Saint Ion.
L'origine du nom du lieu est peu connue. La commune fut appelée Boissy-la-Montagne durant la Révolution, elle fut créée en 1793 sous l'appellation Yon, son nom actuel fut introduit en 1801 dans le Bulletin des lois.

## Politique et administration

### Politique locale
La commune de Saint-Yon est rattachée au canton d'Arpajon, à l'arrondissement d’Étampes et à la troisième circonscription de l'Essonne.

### Liste des maires
| Période                                  | Période                   | Identité         | Étiquette | Qualité |
| ---------------------------------------- | ------------------------- | ---------------- | --------- | --- |
| Les données manquantes sont à compléter. |                           |                  |           | |
| mars 1965                                | juin 1995                 | Maurice Broust   | DVD       | |
| juin 1995                                | mars 2008                 | Gérard Courtois  |           | |
| mars 2008                                | En cours (au 18 mai 2022) | Alexandre Touzet | DVD-LR    | Cadre Conseiller départemental d'Arpajon (2015 → ) Vice-président du conseil départemental de l'Essonne (2015 → ) |

### Tendances et résultats politiques
Élections présidentielles, résultats des deuxièmes tours :
- Élection présidentielle de 2002 : 82,85 % pour Jacques Chirac (RPR), 17,15 % pour Jean-Marie Le Pen (FN), 86,88 % de participation[29].
- Élection présidentielle de 2007 : 58,73 % pour Nicolas Sarkozy (UMP), 41,27 % pour Ségolène Royal (PS), 88,13 % de participation[30].
- Élection présidentielle de 2012 : 53,80 % pour Nicolas Sarkozy (UMP), 46,20 % pour François Hollande (PS), 85,94 % de participation[31].
- Élection présidentielle de 2017 : 70,90 % pour Emmanuel Macron (EM), 29,10 % pour Marine Le Pen (FN), 78,21 % de participation.

Élections législatives, résultats des deuxièmes tours :
- Élections législatives de 2002 : 60,72 % pour Geneviève Colot (UMP), 39,28 % pour Yves Tavernier (PS), 67,97 % de participation[32].
- Élections législatives de 2007 : 56,56 % pour Geneviève Colot (UMP), 43,44 % pour Brigitte Zins (PS), 65,65 % de participation[33].
- Élections législatives de 2012 : 52,49 % pour Geneviève Colot (UMP), 47,51 % pour Michel Pouzol (PS), 63,17 % de participation[34].
- Élections législatives de 2017 : 63,49 % pour Laëtitia Romeiro Dias (EM), 36,51 % pour Virginie Araujo (LFI), 47,49 % de participation.

Élections européennes, résultats des deux meilleurs scores :
- Élections européennes de 2004 : 21,67 % pour Harlem Désir (PS), 16,00 % pour Patrick Gaubert (UMP), 52,29 % de participation[35].
- Élections européennes de 2009 : 28,62 % pour Michel Barnier (UMP), 17,85 % pour Daniel Cohn-Bendit (Europe Écologie), 48,91 % de participation[36].
- Élections européennes de 2014 : 23,48 % pour Alain Lamassoure (UMP), 19,51 % pour Aymeric Chauprade (FN), 47,45 % de participation.
- Élections européennes de 2019 : 25,66 % pour Nathalie Loiseau (LREM), 16,67 % pour Jordan Bardella (RN), 57,04 % de participation.

Élections régionales, résultats des deux meilleurs scores :
- Élections régionales de 2004 : 44,93 % pour Jean-Paul Huchon (PS), 40,58 % pour Jean-François Copé (UMP), 73,46 % de participation[37].
- Élections régionales de 2010 : 52,79 % pour Jean-Paul Huchon (PS), 47,21 % pour Valérie Pécresse (UMP), 53,00 % de participation[38].
- Élections régionales de 2015 : 50,00 % pour Valérie Pécresse (LR), 32,77 % pour Claude Bartolone (PS), 59,47 % de participation.

Élections cantonales et départementales, résultats des deuxièmes tours :
- Élections cantonales de 2001 : données manquantes.
- Élections cantonales de 2008 : 53,85 % pour Jean-Pierre Delaunay (UMP), 46,15 % pour Jean-François Degoud (DVG), 40,91 % de participation[39].
- Élections départementales de 2015 : 60,95 % pour Dominique Bougraud (UDI) et Alexandre Touzet (UMP), 26,39 % pour Pascal Fournier et Nicole Perrier (PS), 54,23 % de participation.

Élections municipales, résultats des deuxièmes tours :
- Élections municipales de 2001 : données manquantes.
- Élections municipales de 2008 : 380 voix pour Jean-Claude Languillat (?), 380 voix pour Marie-Christine Raynal (?), 63,79 % de participation[40].
- Élections municipales de 2014 : 393 voix pour Jean-Claude Languillat (?), 391 voix pour Benoît Chotin (?), 58,22 % de participation.
- Élections municipales de 2020 : 266 voix pour Sylvaine Point (?), 265 voix pour Valérie Lecomte (?), 41,01 % de participation.

Référendums :
- Référendum de 2000 relatif au quinquennat présidentiel : 76,72 % pour le Oui, 23,28 % pour le Non, 40,52 % de participation[41].
- Référendum de 2005 relatif au traité établissant une Constitution pour l'Europe : 50,22 % pour le Non, 49,78 % pour le Oui, 78,02 % de participation[42].

## Population et société

### Démographie
L'évolution du nombre d'habitants est connue à travers les recensements de la population effectués dans la commune depuis 1793. Pour les communes de moins de 10 000 habitants, une enquête de recensement portant sur toute la population est réalisée tous les cinq ans, les populations de référence des années intermédiaires étant quant à elles estimées par interpolation ou extrapolation. Pour la commune, le premier recensement exhaustif entrant dans le cadre du nouveau dispositif a été réalisé en 2008.

En 2022, la commune comptait 914 habitants, en évolution de +3,04 % par rapport à 2016 (Essonne : +2,89 %, France hors Mayotte : +2,11 %).
| 1793 | 1800 | 1806 | 1821 | 1831 | 1836 | 1841 | 1846 | 1851 |
| ---- | ---- | ---- | ---- | ---- | ---- | ---- | ---- | ---- |
| 232  | 212  | 254  | 236  | 249  | 223  | 222  | 258  | 279  |

| 1856 | 1861 | 1866 | 1872 | 1876 | 1881 | 1886 | 1891 | 1896 |
| ---- | ---- | ---- | ---- | ---- | ---- | ---- | ---- | ---- |
| 256  | 232  | 229  | 248  | 206  | 203  | 184  | 195  | 219  |

| 1901 | 1906 | 1911 | 1921 | 1926 | 1931 | 1936 | 1946 | 1954 |
| ---- | ---- | ---- | ---- | ---- | ---- | ---- | ---- | ---- |
| 178  | 199  | 213  | 185  | 193  | 192  | 186  | 185  | 214  |

| 1962 | 1968 | 1975 | 1982 | 1990 | 1999 | 2006 | 2008 | 2013 |
| ---- | ---- | ---- | ---- | ---- | ---- | ---- | ---- | ---- |
| 315  | 289  | 363  | 504  | 770  | 811  | 876  | 895  | 879  |

| 2018 | 2022 | - | - | - | - | - | - | - |
| ---- | ---- | - | - | - | - | - | - | - |
| 901  | 914  | - | - | - | - | - | - | - |

### Pyramide des âges
En 2018, le taux de personnes d'un âge inférieur à 30 ans s'élève à 31,1 %, soit en dessous de la moyenne départementale (39,9 %). À l'inverse, le taux de personnes d'âge supérieur à 60 ans est de 24,8 % la même année, alors qu'il est de 20,1 % au niveau départemental.
En 2018, la commune comptait 449 hommes pour 452 femmes, soit un taux de 50,17 % de femmes, légèrement inférieur au taux départemental (51,02 %).
Les pyramides des âges de la commune et du département s'établissent comme suit.
| Hommes | Classe d’âge | Femmes |
| ------ | ------------ | ------ |
| 0,0    | 90 ou +      | 0,4    |
| 4,5    | 75-89 ans    | 4,4    |
| 18,5   | 60-74 ans    | 21,7   |
| 24,3   | 45-59 ans    | 25,2   |
| 19,4   | 30-44 ans    | 19,5   |
| 14,3   | 15-29 ans    | 11,9   |
| 19,2   | 0-14 ans     | 16,8   |

| Hommes | Classe d’âge | Femmes |
| ------ | ------------ | ------ |
| 0,5    | 90 ou +      | 1,4    |
| 5,4    | 75-89 ans    | 7,2    |
| 12,9   | 60-74 ans    | 13,9   |
| 20     | 45-59 ans    | 19,4   |
| 19,9   | 30-44 ans    | 20,1   |
| 20     | 15-29 ans    | 18,2   |
| 21,3   | 0-14 ans     | 19,8   |

### Enseignement
Les élèves de Saint-Yon sont rattachés à l'académie de Versailles. La commune dispose sur son territoire de l'école élémentaire du Rail Perdu.

### Lieux de culte

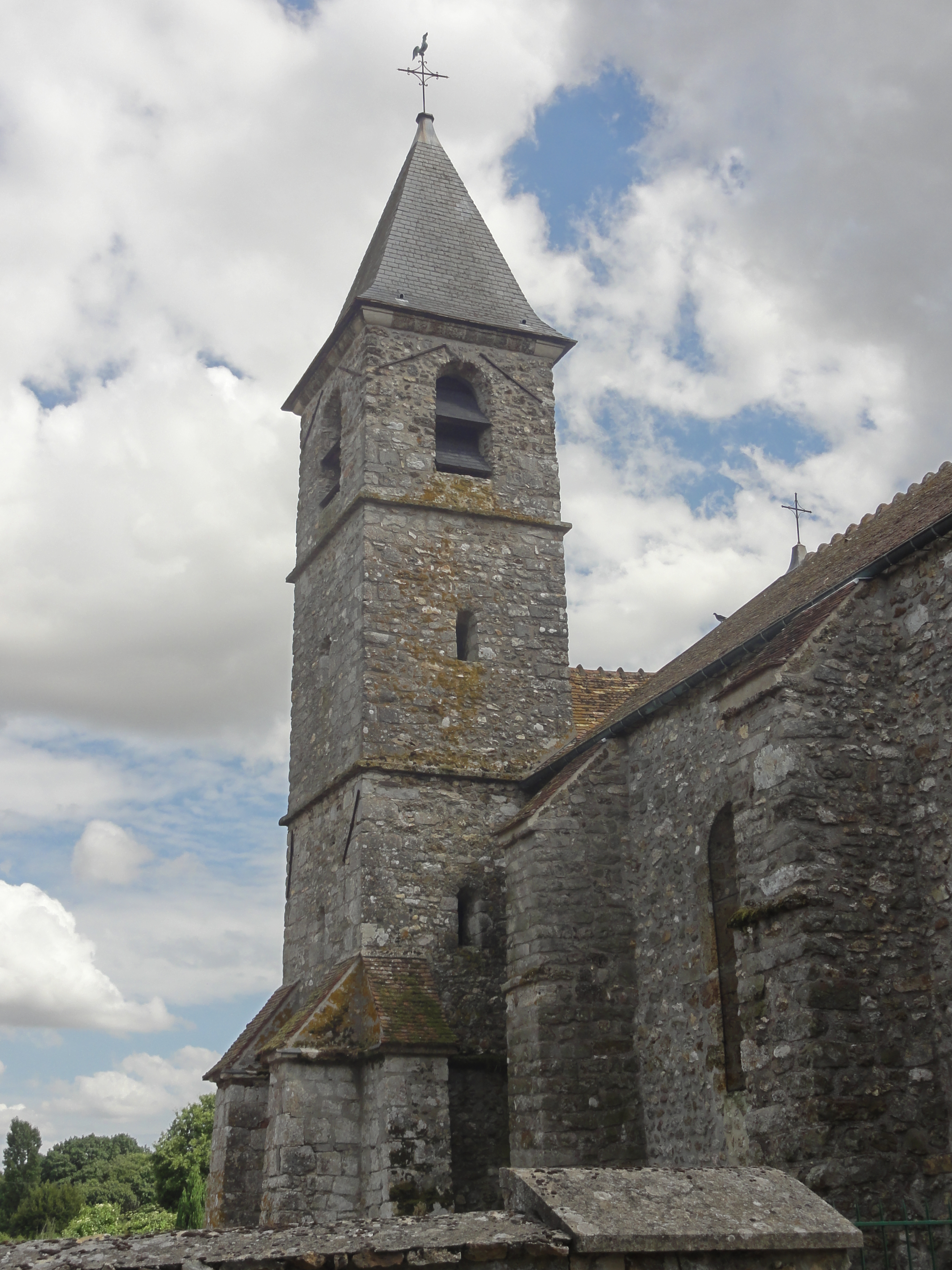
L'Église Saint-Yon.

La paroisse catholique de Saint-Yon est rattachée au secteur pastoral des Trois-Vallées-Arpajon et au diocèse d'Évry-Corbeil-Essonnes. Elle dispose de l'église Saint-Yon.

### Médias
L'hebdomadaire Le Républicain relate les informations locales. La commune est en outre dans le bassin d'émission des chaînes de télévision France 3 Paris Île-de-France Centre, IDF1 et Téléssonne intégré à Télif.

## Économie

### Emplois, revenus et niveau de vie
En 2006, le revenu fiscal médian par ménage était de 26 567 €, ce qui plaçait la commune au 251e rang parmi les 30 687 communes de plus de cinquante ménages que compte le pays et au vingt-troisième rang départemental.
| Répartition des emplois par catégories socioprofessionnelles en 2006. |              |                                           |                                                   |                            |                          |                           |
|                                                                       | Agriculteurs | Artisans, commerçants, chefs d’entreprise | Cadres et professions intellectuelles supérieures | Professions intermédiaires | Employés                 | Ouvriers                  |
| Saint-Yon                                                             | -            | -                                         | -                                                 | -                          | -                        | -                         |
| Zone d'emploi de Dourdan                                              | 0,7 %        | 6,0 %                                     | 18,9 %                                            | 28,5 %                     | 26,3 %                   | 19,6 %                    |
| Moyenne nationale                                                     | 2,2 %        | 6,0 %                                     | 15,4 %                                            | 24,6 %                     | 28,7 %                   | 23,2 %                    |
| Répartition des emplois par secteurs d’activités en 2006.             |              |                                           |                                                   |                            |                          |                           |
|                                                                       | Agriculture  | Industrie                                 | Construction                                      | Commerce                   | Services aux entreprises | Services aux particuliers |
| Saint-Yon                                                             | -            | -                                         | -                                                 | -                          | -                        | -                         |
| Zone d'emploi de Dourdan                                              | 1,7 %        | 10,4 %                                    | 7,5 %                                             | 11,8 %                     | 21,6 %                   | 6,9 %                     |
| Moyenne nationale                                                     | 3,5 %        | 15,2 %                                    | 6,4 %                                             | 13,3 %                     | 13,3 %                   | 7,6 %                     |
| Sources : Insee,                                                      |              |                                           |                                                   |                            |                          |                           |

## Culture locale et patrimoine

### Patrimoine environnemental
Les berges de la Renarde et les bois au sud du territoire ont été recensés au titre des espaces naturels sensibles par le conseil départemental de l'Essonne.

### Patrimoine architectural

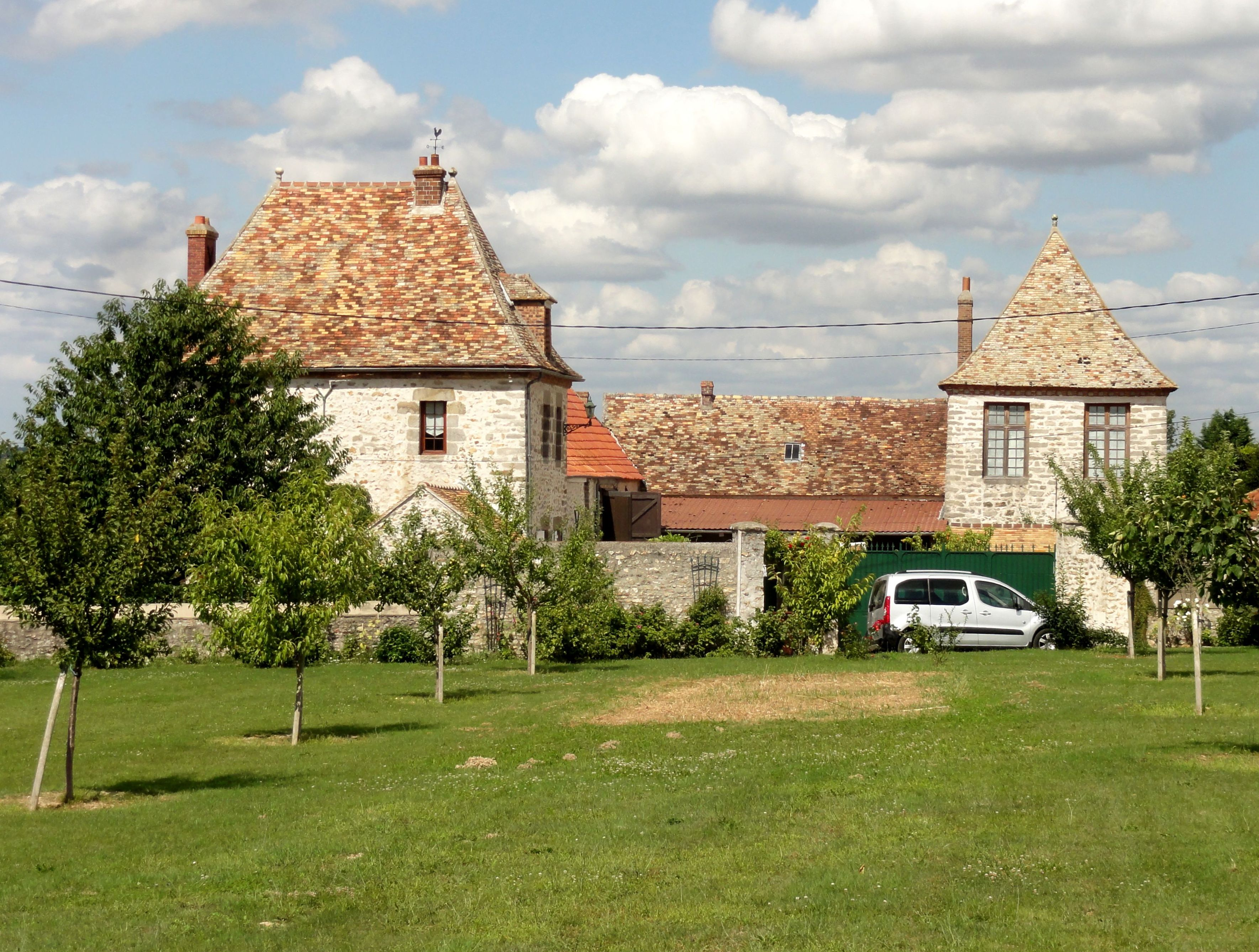
La léproserie de la Madeleine

L'ancienne léproserie de la Madeleine des XVe et XVIe siècles a été inscrite aux monuments historiques le 30 mars 1979. L'église Saint-Yon du XIIe siècle a été inscrite aux monuments historiques le 2 février 1948.

### Saint-Yon dans les arts et la culture

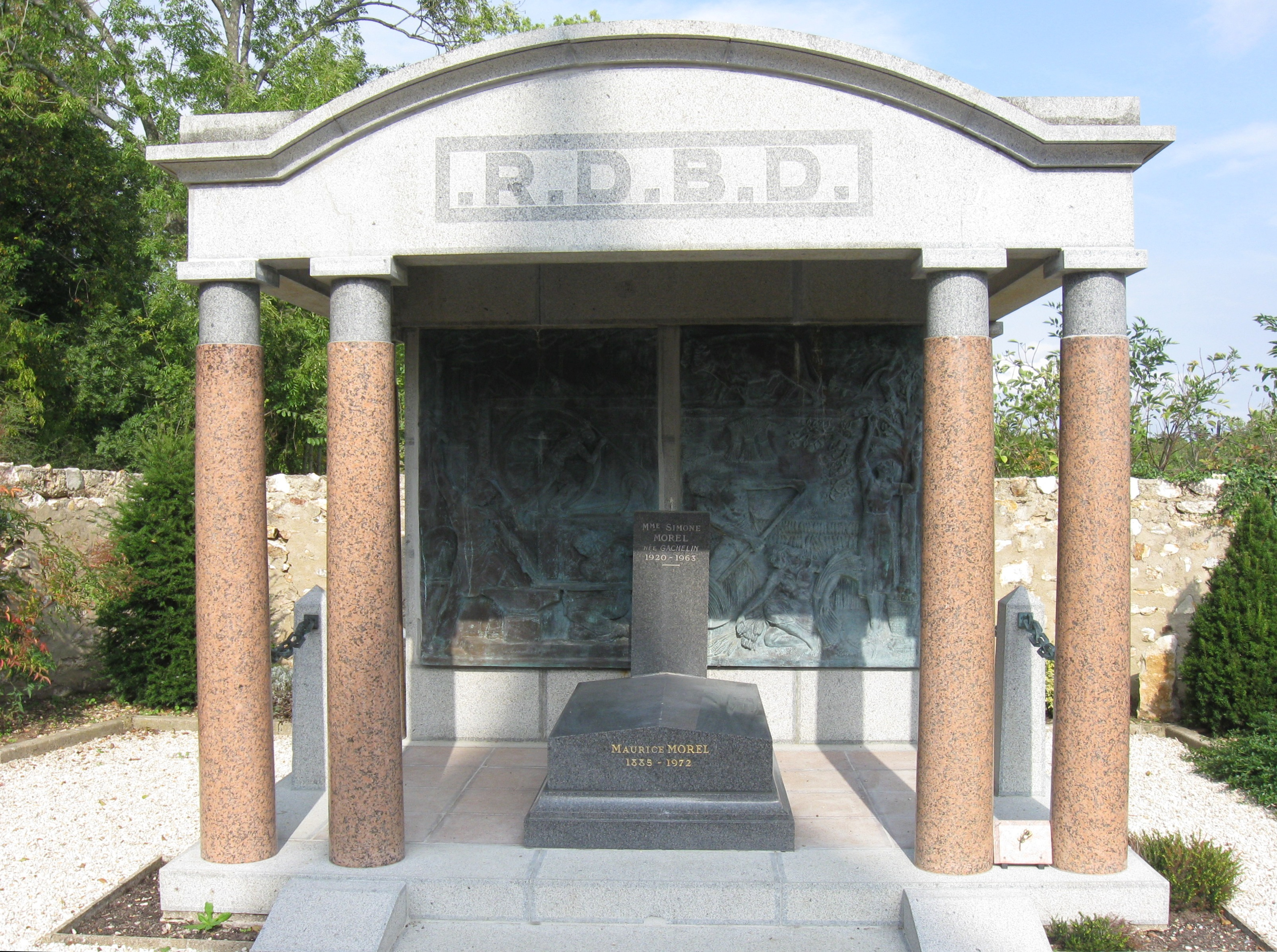
Mausolée à l’Antique dans le cimetière rural.

La sépulture du « Roi du bout dur » Maurice Morel (1885-1972), inventeur de la chaussure à coque rigide, dont le fronton est siglé RDBD (pour Roi Du Bout Dur) dans le cimetière rural.

### Héraldique
| Blason de Saint-Yon (Essonne) | Blason  | D'azur à la croix estrée d'or losangée de six pièces de gueules en pal et de quatre couchées en fasce, cantonnée de quatre cloches d'argent. |
| Blason de Saint-Yon (Essonne) | Détails | |